# Bob Verschueren
 (janvier 2023).
Si vous disposez d'ouvrages ou d'articles de référence ou si vous connaissez des sites web de qualité traitant du thème abordé ici, merci de compléter l'article en donnant les références utiles à sa vérifiabilité et en les liant à la section « Notes et références ».
Bob Verschueren est un artiste contemporain belge, proche du Land art.

## Biographie
Artiste peintre autodidacte, la limite de la toile l'a poussé à s'exprimer dans le paysage à partir d'éléments naturels. Bob Verschueren développe depuis quarante ans un travail en relation étroite avec la nature. Il réalisa d’abord des « Wind Paintings », pigments naturels répandus au vent dans le paysage. Il s’ensuivit plus de 360 installations réalisées en Europe comme dans le reste du monde. Un terrain vague, une forêt, un espace d'exposition… sont pour lui ses ateliers. Avec ses installations, faites tant à l'intérieur de lieux d'expositions qu'à l'extérieur, il porte ses réflexions sur l'indéfectible lien qu'il y a entre la vie et la mort, sur les liens parfois contradictoires qu’il y a entre l’homme et le reste de la nature. 
D'autres domaines sont aussi explorés, tel que le son (« Catalogue de plantes », travail débuté en 1995), la gravure (« Phytogravures », dont les premières furent réalisées à l’Île de la Réunion en 1999), la photographie, les frottages, etc.
Parmi ces domaines d’investigation, les « Miniatures végétales » tiennent une place importante. Ce sont de petites sculptures réalisées à partir d’une feuille, d’une brindille qu’il transforme en quelques gestes pour en faire des créations, certes très éphémères – le temps que la feuille prenne pour se racornir – qu’il photographie pour en pérenniser l’existence. 70 photos de miniatures sont présentées de façon permanente à la station de métro Demey, à Bruxelles.

## Œuvres
- 2000 : Volcan de vie, souche de hêtre d'où jaillit un mince filet d'eau, dans le "Jardin philosophique" de la Maison d'Érasme, conçu par l'architecte de jardin Benoît Fondu.
- 2010 : L'Enjeu; Le Règne de la Nature; Le Chemin et la Contrainte; Réflexion au Domaine de Chaumont-sur Loire, France.
- 2012 : Miniatures végétales à la station de métro Demey, Bruxelles, Belgique.
- 2013 La Coulée une installation de branches qui s'adosse à la fourche d'un chêne dans le Jardin botanique de Genève.

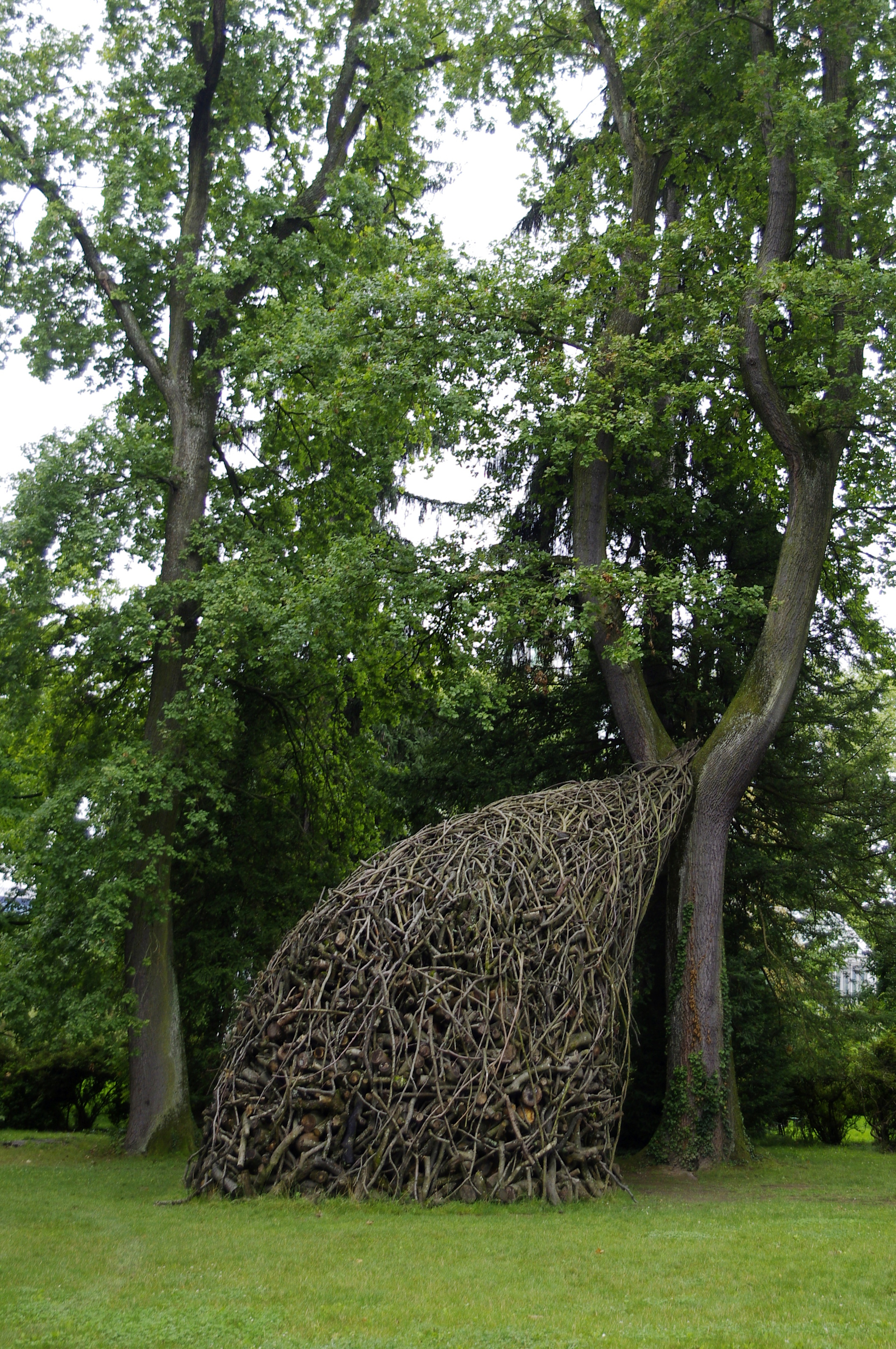
La Coulée à Genève

## Publications
- Dialogue entre Nature et architecture (Édition Mardaga, 2008).
- Natura Humana, Éditions Mardaga, 2010.